# Gama Pinto
Caetano António Cláudio Júlio Raimundo da Gama Pinto (Saligão, Goa, 30 de Abril de 1853 — Lisboa, 26 de Julho de 1945) foi um oftalmologista português.

## Biografia
Gama Pinto nasceu na colónia portuguesa de Goa. O seu pai, Francisco Salvador Zeferino Pinto, foi presidente da Câmara Municipal de Bardez pelo Partido Progressista. Em 1872, Gama Pinto veio para Portugal para estudar medicina na Escola Médico-Cirúrgica de Lisboa. Após concluir os seus estudos, viajou para a Alemanha, especializando-se junto do oftalmologista Otto Becker na Universidade de Heidelberg, onde chegou a leccionar.
Em 1885, regressou a Lisboa e, três anos depois, fundou o Instituto de Oftalmologia, o primeiro centro de formação de oftalmologistas do país que, hoje, tem o seu nome. Gama Pinto foi certamente o primeiro especialista em oftalmologia em Portugal; antes dele, os médicos portugueses que abordavam patologia dos olhos faziam-no enquanto parte de medicina e cirurgia geral (dentre estes últimos, merece especial menção Plácido da Costa).